# Parma alboscapularis
Parma alboscapularis là một loài cá biển thuộc chi Parma trong họ Cá thia. Loài này được mô tả lần đầu tiên vào năm 1975.

## Từ nguyên
Từ định danh được ghép bởi hai âm tiết trong tiếng Latinh: albus ("trắng") và oura ("ở bả vai"), hàm ý đề cập đến đốm trắng trên nắp mang của loài cá này.

## Phạm vi phân bố và môi trường sống
P. alboscapularis được ghi nhận tại vùng biển ngoài khơi đảo Lord Howe (Úc), phía bắc New Zealand và quần đảo Kermadec. Chúng sống tập trung gần những rạn đá ngầm ở độ sâu khoảng từ 5 đến 40 m.

## Mô tả
Chiều dài tối đa được ghi nhận ở P. alboscapularis là 22 cm. Cơ thể có duy nhất một màu nâu sẫm với một đốm trắng ở hai bên nắp mang. Đốm trắng này có thể ẩn hiện tùy theo tâm trạng của P. alboscapularis. Đốm này thường sáng màu hơn khi chúng xua đuổi những kẻ xâm phạm lãnh thổ, đặc biệt là ở những con đực đang bảo vệ trứng.
Số gai ở vây lưng: 13; Số tia vây ở vây lưng: 18–20; Số gai ở vây hậu môn: 2; Số tia vây ở vây hậu môn: 14–16; Số gai ở vây bụng: 1; Số tia vây ở vây bụng: 5.

## Sinh thái học
Thức ăn chủ yếu của P. alboscapularis là tảo. Cá đực có tập tính bảo vệ và chăm sóc trứng; trứng bám vào nền tổ.